# Pádraig Harrington
Pádraig Harrington (født 31. august 1971) er en irsk golfspiller, der (pr. september 2010) har vundet 25 sejre gennem sin professionelle karriere. Han har vundet tre major-turneringer, British Open i 2007 og 2008 og US PGA Championship i 2008.
Harrington blev professionel i 1995 og blev i 1996 medlem af europatouren, hvor det år blev den næstbedste rookie efter Thomas Bjørn. Samme år fik han også sin første sejr på europatouren. Efter det skulle der dog gå flere år inden han vandt igen, men han fik dog en lang række andenpladser, og præsterede bl.a. i 1999 at få 4 andenpladser i løbet af 5 turneringer. I løbet af 2000 begyndte han dog at vinde igen og siden da, har han vundet turneringer løbende. Han har i de senere år hovedsagelig spillet turneringer i USA, men er dog stadig medlem af europatouren. 